# Łomżyński Park Krajobrazowy Doliny Narwi
Łomżyński Park Krajobrazowy Doliny Narwi – park krajobrazowy utworzony rozporządzeniem Wojewody Łomżyńskiego z dnia 10 grudnia 1994 roku. W jego skład weszły: zachowane prawie w naturalnym stanie dolina Narwi w bezpośrednim sąsiedztwie Łomży na odcinku Piątnica Poduchowna – Bronowo i jej strefa krawędziowa.

## Charakterystyka

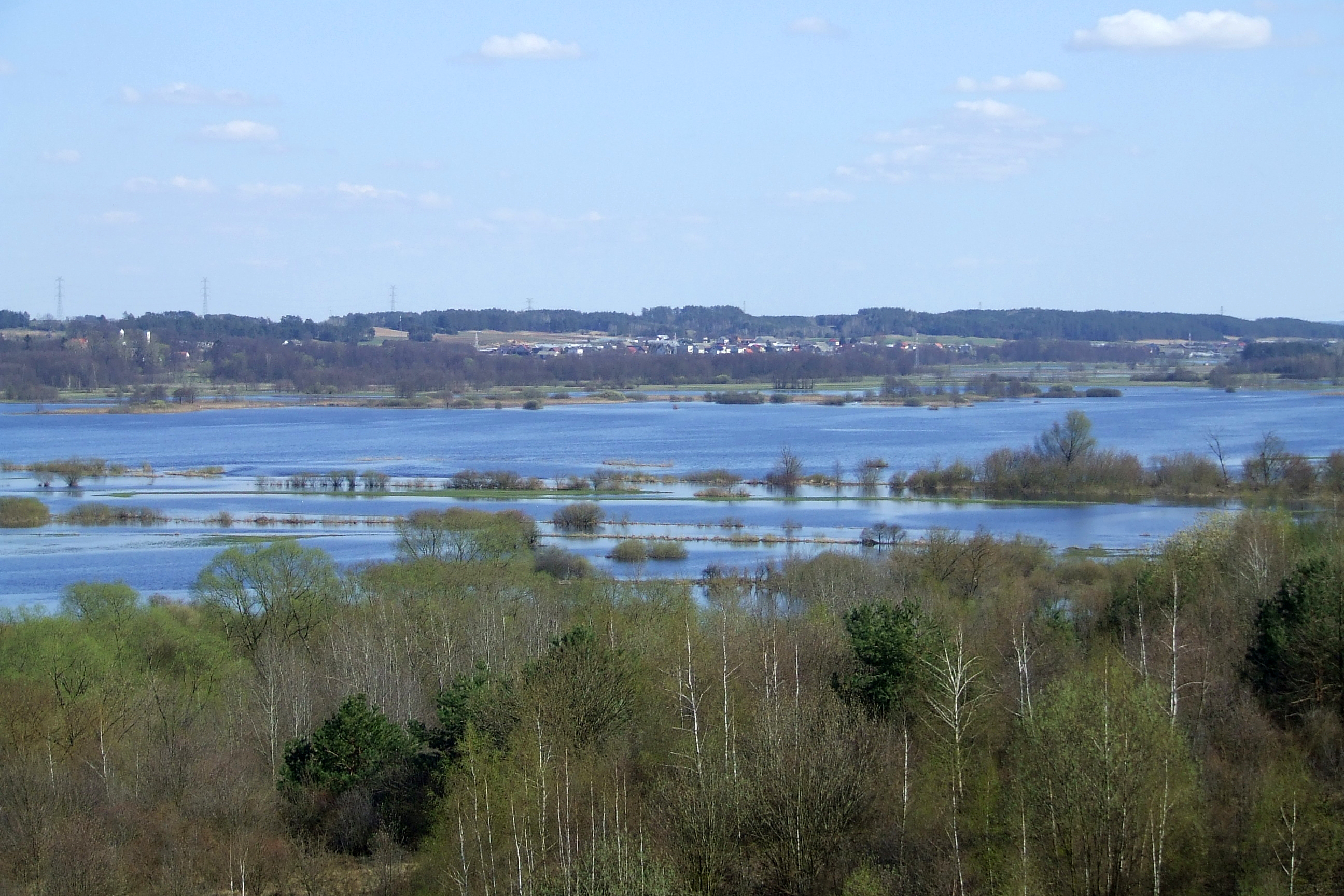
Łomżyński Park Krajobrazowy Doliny Narwi – widok z okolicy Starej Łomży

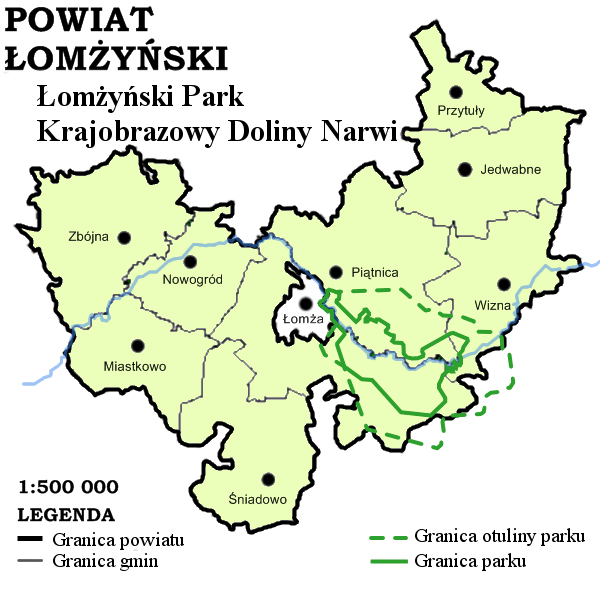
Mapa powiatu łomżyńskiego – Łomżyński Park Krajobrazowy Doliny Narwi

Ochronie podlegają tutaj unikatowe walory krajobrazowe, przyrodnicze, poznawcze i estetyczne doliny i jej otoczenia. Łączna powierzchnia objęta ochroną wynosi 19 596,8 ha, z czego 7368,22 ha stanowi zasadniczą część Parku, a 12 228,58 ha tworzy jego strefę ochronną (otulinę). Park położony jest w zachodniej części województwa podlaskiego, w powiecie łomżyńskim (gminy Łomża, Piątnica i Wizna oraz miasto Łomża). Otulina obejmuje też częściowo gminy Rutki i Zambrów w powiecie zambrowskim.
Na terenie Parku znajdują się dwa rezerwaty przyrody: Kalinowo i Wielki Dział. Do interesujących turystycznie miejsc należą m.in. forty twierdzy Łomża w Piątnicy, dwór Lutosławskich w Drozdowie (muzeum przyrodnicze), użytki ekologiczne "Rzeka Narwica" i "Piaskowa Górka Krzewo", Góra Królowej Bony, Wzgórze Świętego Wawrzyńca, tzw. droga batalionowa (miejsce koncentracji ptaków podczas wiosennych migracji, w tym batalionów), punkt widokowy w Rakowie-Czachach oraz w Siemieniu Nadrzecznym.